# Complexo Desportivo de Rio Maior
Le Complexo Desportivo de Rio Maior est un stade de Rio Maior au Portugal. 
Le stade, inauguré en 2003, a une capacité de 7 000 places et a pour club résident l'UD Rio Maior et le NS Rio Maior.